# Іґнацув (гміна Пшиленк)
Іґнацув (пол. Ignaców) — село в Польщі, у гміні Пшиленк Зволенського повіту Мазовецького воєводства.
Населення — 178 осіб (2011).
У 1975-1998 роках село належало до Радомського воєводства.

## Демографія
Демографічна структура станом на 31 березня 2011 року:
|          | Загалом | Допрацездатний вік | Працездатний вік | Постпрацездатний вік |
| -------- | ------- | ------------------ | ---------------- | -------------------- |
| Чоловіки | 94      | 26                 | 50               | 18                   |
| Жінки    | 84      | 24                 | 39               | 21                   |
| Разом    | 178     | 50                 | 89               | 39                   |